# Antonín Baťa
Antonín Baťa (7. červen 1874 Zlín – 8. červen 1908 Zlín) byl starší bratr Tomáše Bati.
Rodina se roku 1887 odstěhovala ze Zlína do Uherského Hradiště. V dílně svého otce se Antonín i Tomáš vyučili ševcovskému řemeslu. Otec nechal oba bratry úředně prohlásit za plnoleté v červenci 1892. Antonín, Tomáš a jejich sestra Anna se vrátili do Zlína a zde v září 1894 založili obuvnickou firmu. Sdružili k tomu společný kapitál 600 zlatých a firma byla psána na jméno nejstaršího – Antonína Bati. V letech 1895–1898 Antonín Baťa vykonával vojenskou službu a v té době firmu vedl samostatně mladší Tomáš. K datu 1. srpna 1900 byla do obchodního rejstříku jejich společná firma zapsána s označením T. & A. Baťa. Kolem roku 1906 se u Antonína Bati projevila zákeřná tuberkulóza, jeho stav se nelepšil a v červnu 1908 zemřel. Při řízení výroby plně uplatnil ve firmě své schopnosti, zaměstnanci firmy Baťa na něj vzpomínali také jako na společenského člověka se zálibou v divadle, knihách a spolkové činnosti.